# Calixarène

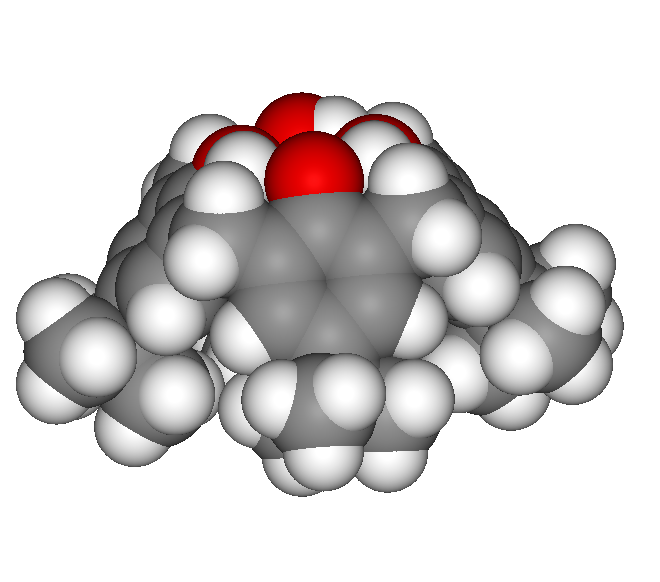
Exemple de calixarène en formation conique(représentation 3D).

Calix[4]arène avec des substituants para-tert-butyle

Un calixarène est un macrocycle issu de la réaction d'un phénol et d'un aldéhyde. Les calixarènes ont des cavités hydrophobiques qui peuvent inclure des petites molécules ou des ions. Les plus couramment rencontrés sont les calixarènes à 4, 5, 6 et 8 unités phénols. On les nomme de façon générale calix[n]arène où n correspond au nombre d'unités phénol. La cavité ainsi formée permet de complexer des ions ou des petites molécules. On peut accéder à des calixarènes hydrosolubles en ajoutant des motifs ioniques par exemple.

Formules topologiques des 4 conformations stables identifiées par David Gutsche chez certains calix[4]arènes.

Le terme calixarène est l'assemblage des mots calice (pour la forme de vase que certains calixarènes adoptent à l'état solide) et d'hydrocarbure aromatique arène (pour les cycles aromatiques formant les parois de ce vase). Il a été inventé en 1975 par David Gutsche. Il décrit la conformation particulière adoptée par certains de ces composés dans laquelle toutes les fonctions phénols se trouvent du même côté par rapport au plan moyen du macrocycle. Néanmoins, d'autres conformations stables existent et ont été identifiées par Gutsche sur le calix[4]arène.